# Tanacetum yabrudae
Tanacetum yabrudae — вид рослин з роду пижмо (Tanacetum) й родини айстрових (Asteraceae).

## Середовище проживання
Поширений у Лівані й Сирії.